# 六四紀念館
六四紀念館（英語：June 4th Museum）曾是香港一個以六四事件為主題的紀念館，由香港市民支援愛國民主運動聯合會（支聯會）籌辦，曾用尖沙咀柯士甸路3號富好中心5樓及旺角旺角道11至13號藝旺商業大廈10樓作為館址。因紀念館與大廈法團一直有法律和行政方面的爭議，2016年7月11日暫時閉館，並物色新地方重新開館。直至2018年12月在支聯會大會上，一致通過購入旺角藝旺商業大廈10樓作新館址，免費入場。2021年9月因政治理由被迫关闭。2023年6月2日六四紀念館遷往美國紐約重新開館。

## 开馆

### 臨時館址開幕
第一屆臨時六四紀念館於2012年4月29日在香港九龍深水埗汝州街269號2樓開幕，展出多項由支聯會從民間蒐集的六四事件文物及資料，包括當年在北京天安門廣場拾獲的中國人民解放軍使用過的子彈殼照片；當年前往北京聲援學生運動的香港人使用過的雨衣，寫滿學生簽名和留言；王丹、柴玲等民運學生簽名的汗衫、以及歷史廊、互動區、文物區和提供給參觀人士查閱資料的圖書閣。短短個多月，參觀人次超過1.8萬。
第二屆臨時六四紀念館於2013年4月15日至7月15日在香港城市大學開館，以「愛國·由真相開始」為主題，而展覽則以「開放·屠殺·倒退」為專題內容，讓學生和公眾從認識文化大革命10年後至八九民運之間的中國近代史。

### 永久館址開幕
位於尖沙咀柯士甸路3號富好中心5樓的永久六四紀念館原定於2014年4月20日開幕，然而富好中心業主立案法團於同年2月月底向香港市民支援愛國民主運動聯合會發出律師信，質疑後者將單位更改為紀念館性質違反公契；根據徵詢法律意見，倘若將全層單位更改為紀念館用途將會違反公契及入伙紙，基於入伙紙列明富好中心4至17樓只能夠作為「辦公室及有關的用途」。最終，永久六四紀念館延至同月26日下午4時開幕，支聯會成員和嘉賓在開幕儀式上，一起撕爛25年前當天人民日報將學運定性為“動亂”的四二六社論影印本。

### 涉及訴訟
2015年1月29日，案件於香港高等法院再度舉行聆訊，支聯會辯稱，考慮到該處人流、其他業主投訴次數和大廈管理制度，有專家報告指出六四紀念館並非展覽館，僅為陳列室，因此並無違反公契。加上富好中心業主立案法團質疑支聯會為六四紀念館收取入場費用，是無牌舉行公眾娛樂活動，又指人流過多違反《消防條例》，屬事實爭議，不可以純粹透過法律解決，因此認為法庭應該准許他們引入專家報告和事實爭議；此舉遭到富好中心業主立案法團反對，代表律師反對引入專家報告，指出六四紀念館的物業用途不會因為訪客多寡而有改變，並且指出業主立案法團願意接受前者提出的事實基礎，不會作出其他無謂的事實爭議，認為法庭只需要解決雙方的法律爭議即可裁決。聆訊官聽畢雙方陳詞後，押後判決。
2015年4月4日，閉館一個月以進行改善工程的六四紀念館重新開幕，增設「生者與死者」的實物展，展品包括多名死難者的遺物，包括藏有子彈孔的頭盔、遺書、由醫院及公安局發出的不同版本死亡證、由駐守天安門記者收集的學運領袖簽名T恤等等。支聯會表示，六四紀念館受到地點及大小限制，參觀人數並不理想，希望盡快籌得足夠款項以購買更大及位處更方便的會址，並且解決現時有關於現址大廈的公契官司。

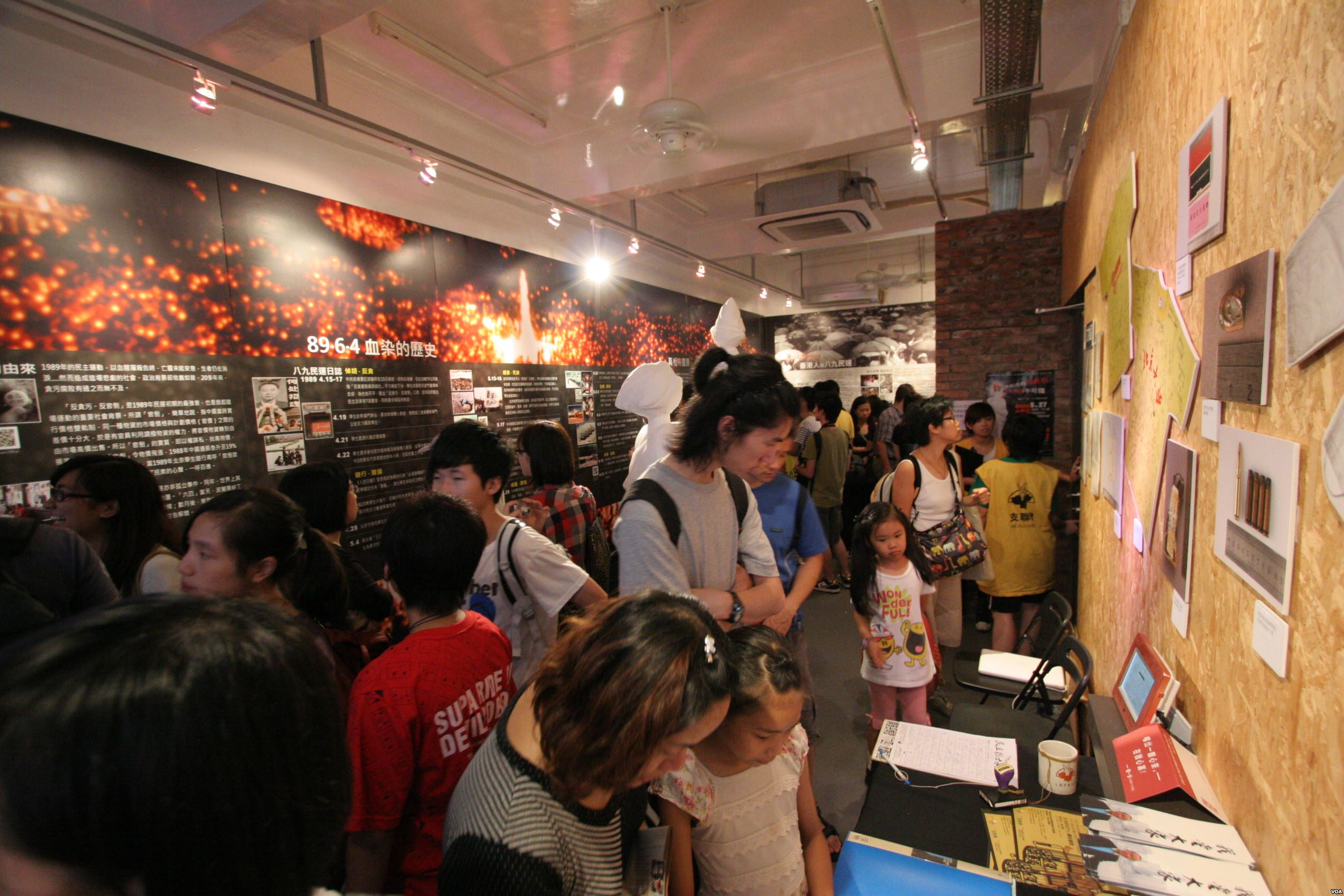
2012年第一屆臨時六四紀念館
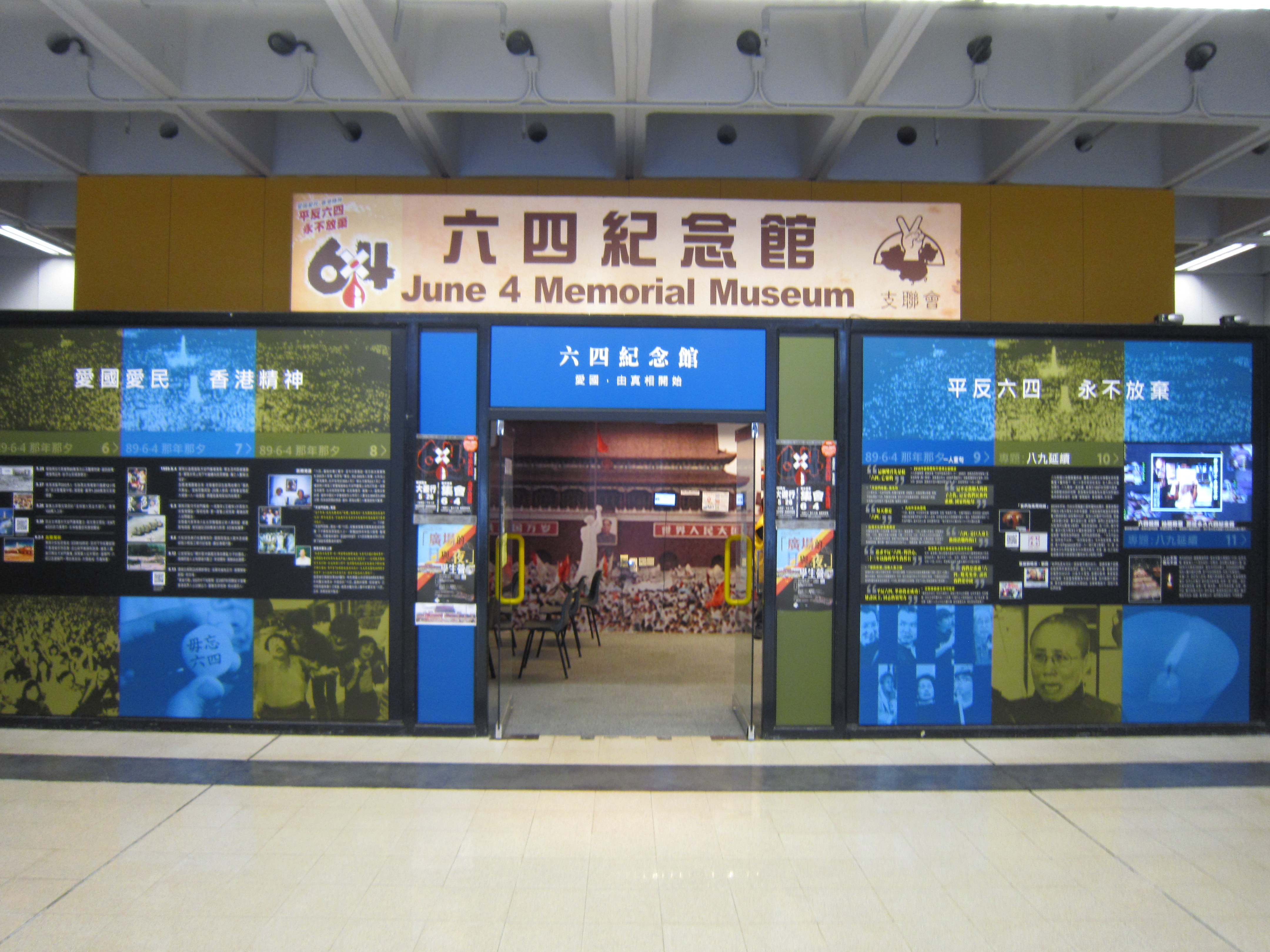
2013年位於香港城市大學的第二屆臨時六四紀念館
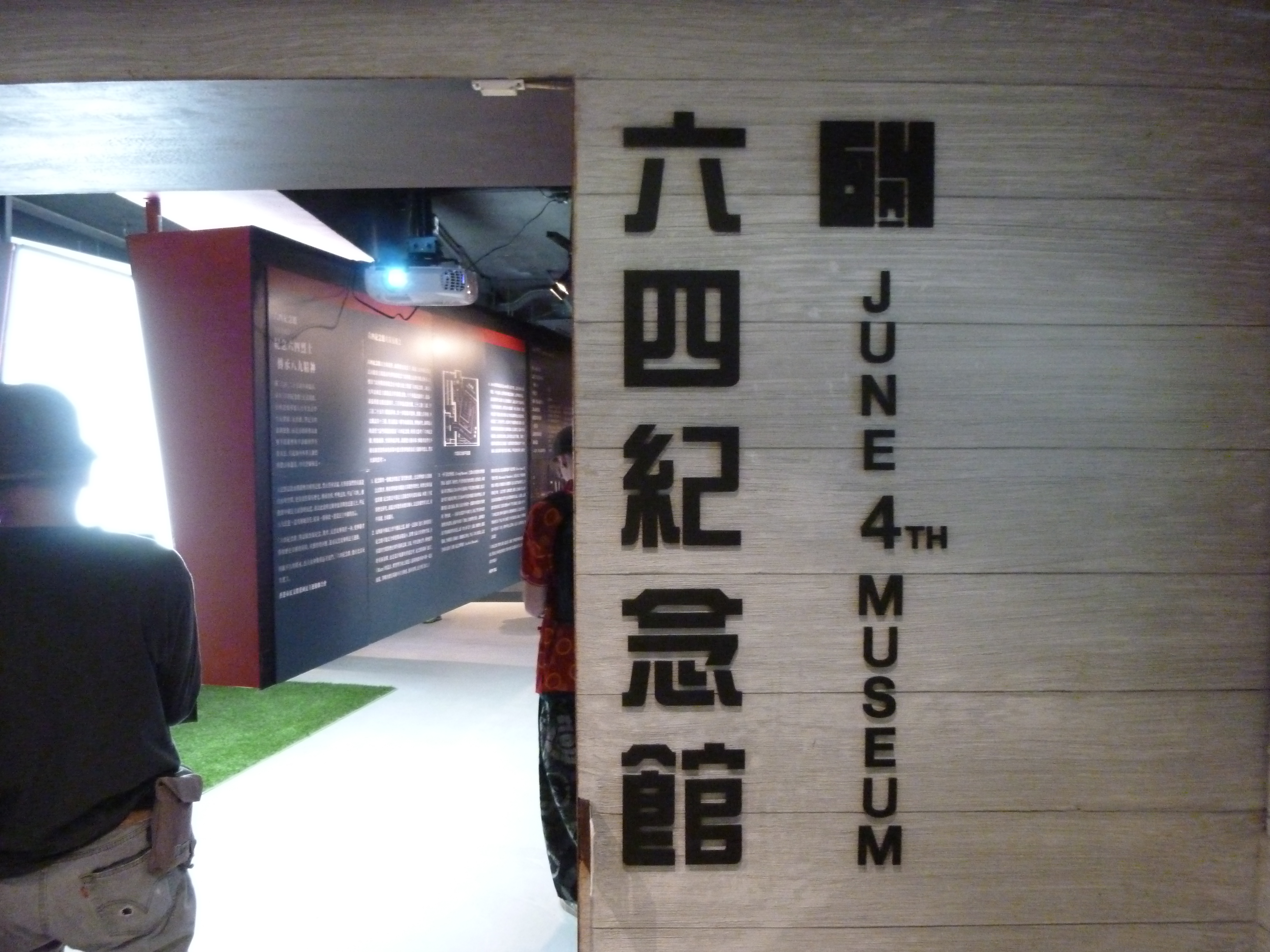
位於尖沙咀的六四紀念館

## 暫閉和重开
自2014年開館以來，六四紀念館與大廈法團一直有法律和行政方面的爭議，紀念館於2016年7月11日正式閉館，物色新館址工作亦展開。

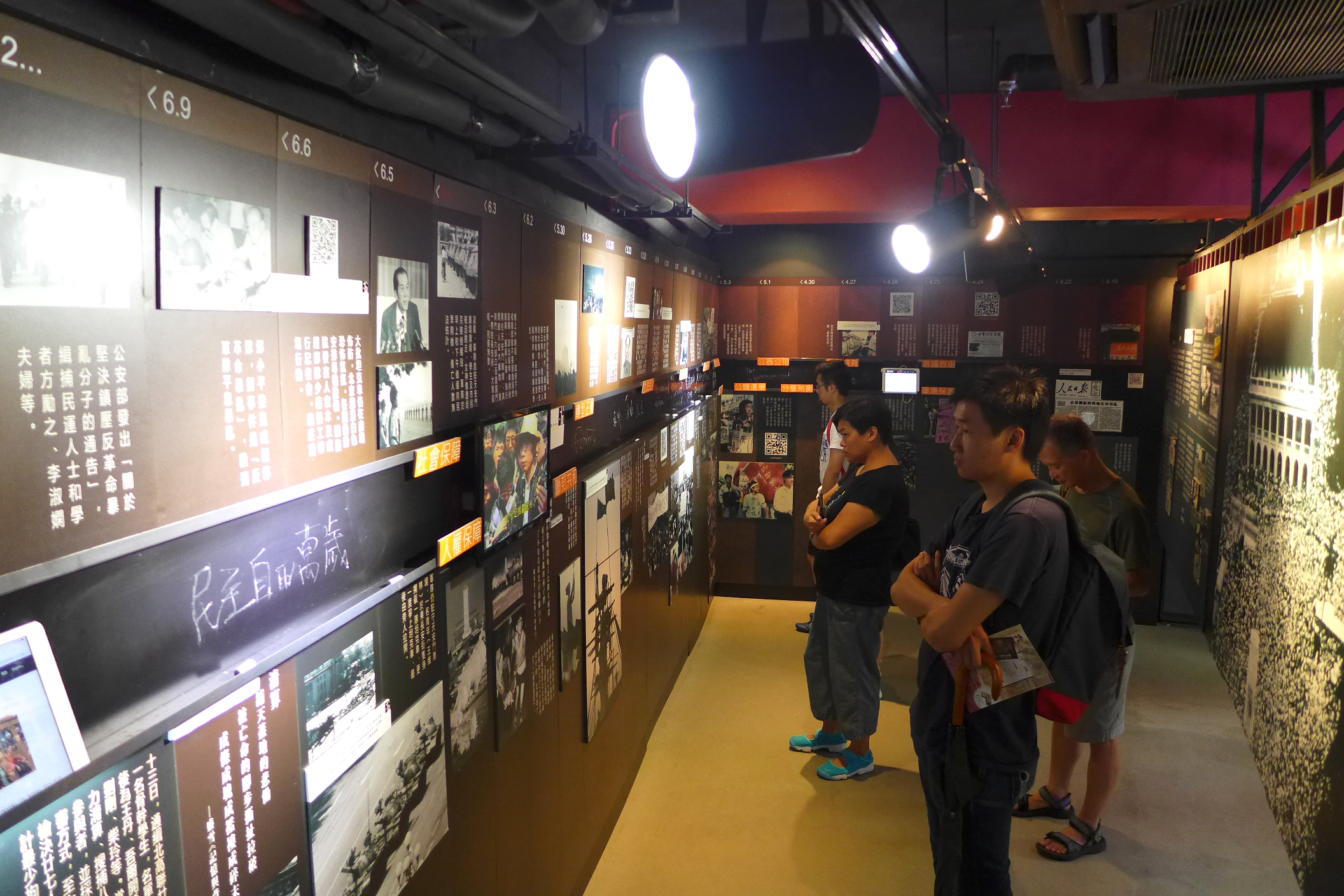
尖沙咀六四紀念館歷史廊，用時序方式講述六四天安门事件經過
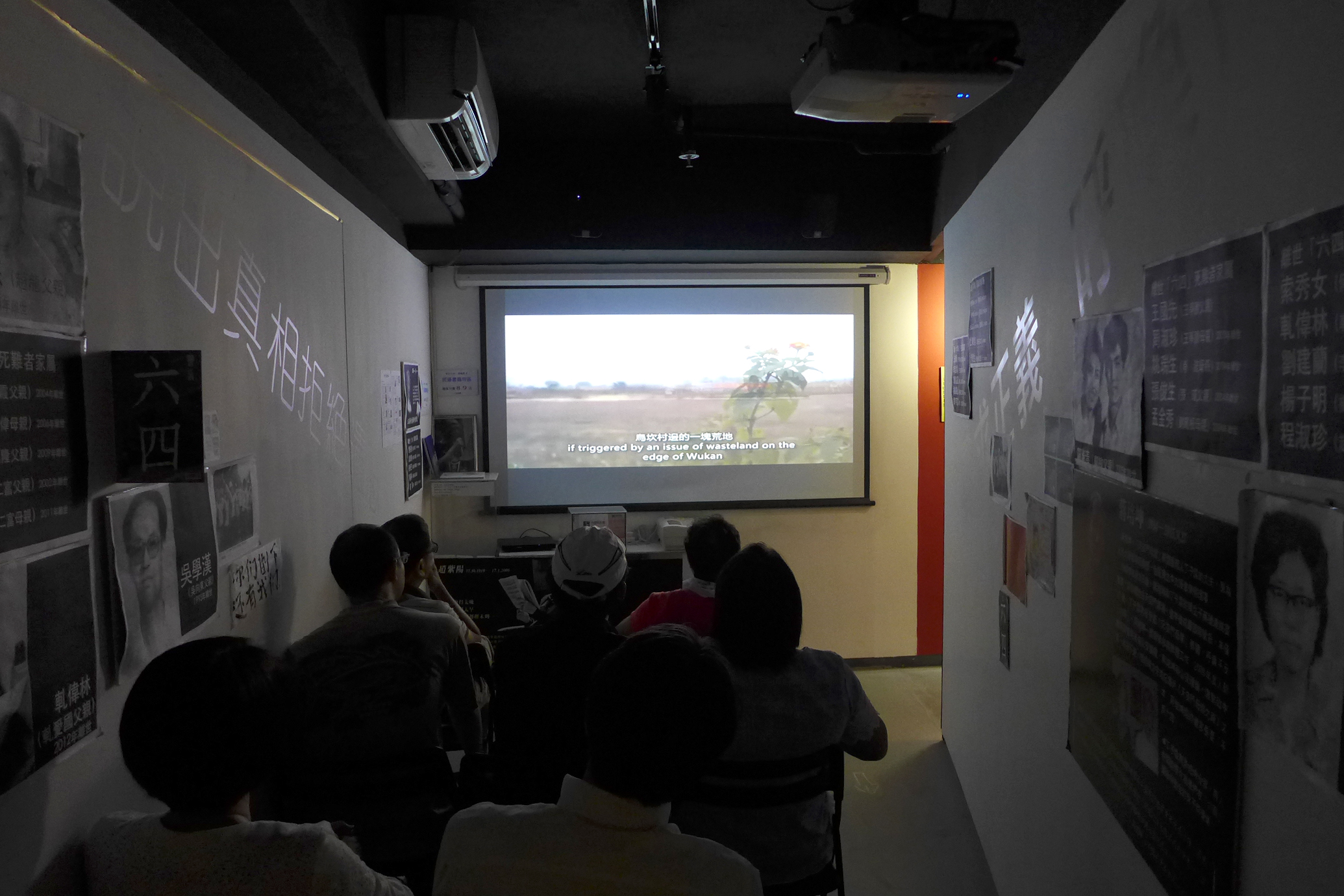
尖沙咀六四紀念館影視室，可播放19套與中國民運有關的紀錄片
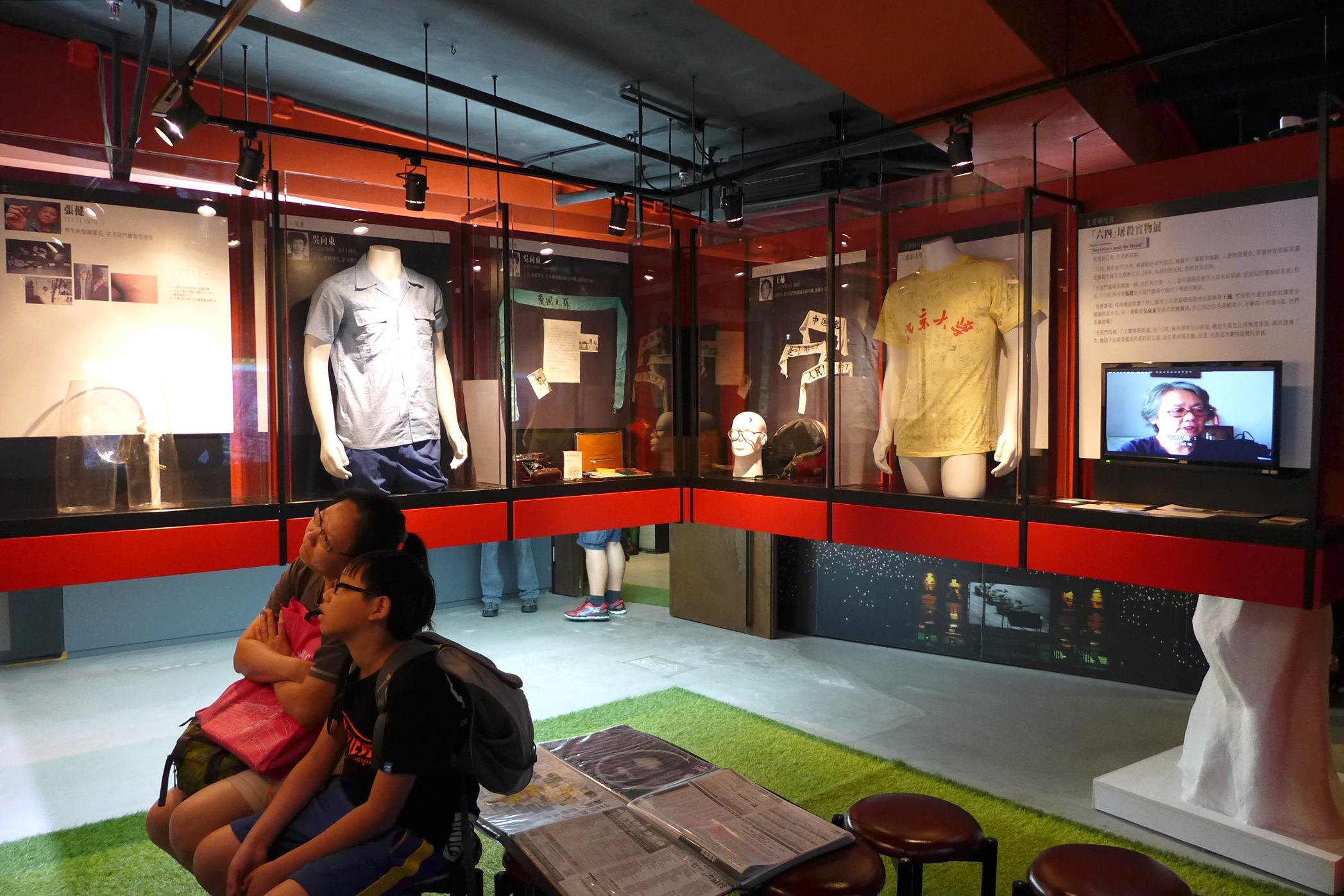
尖沙咀六四紀念館中央展區，「生者與死者」實物展展示民運學生的遺物
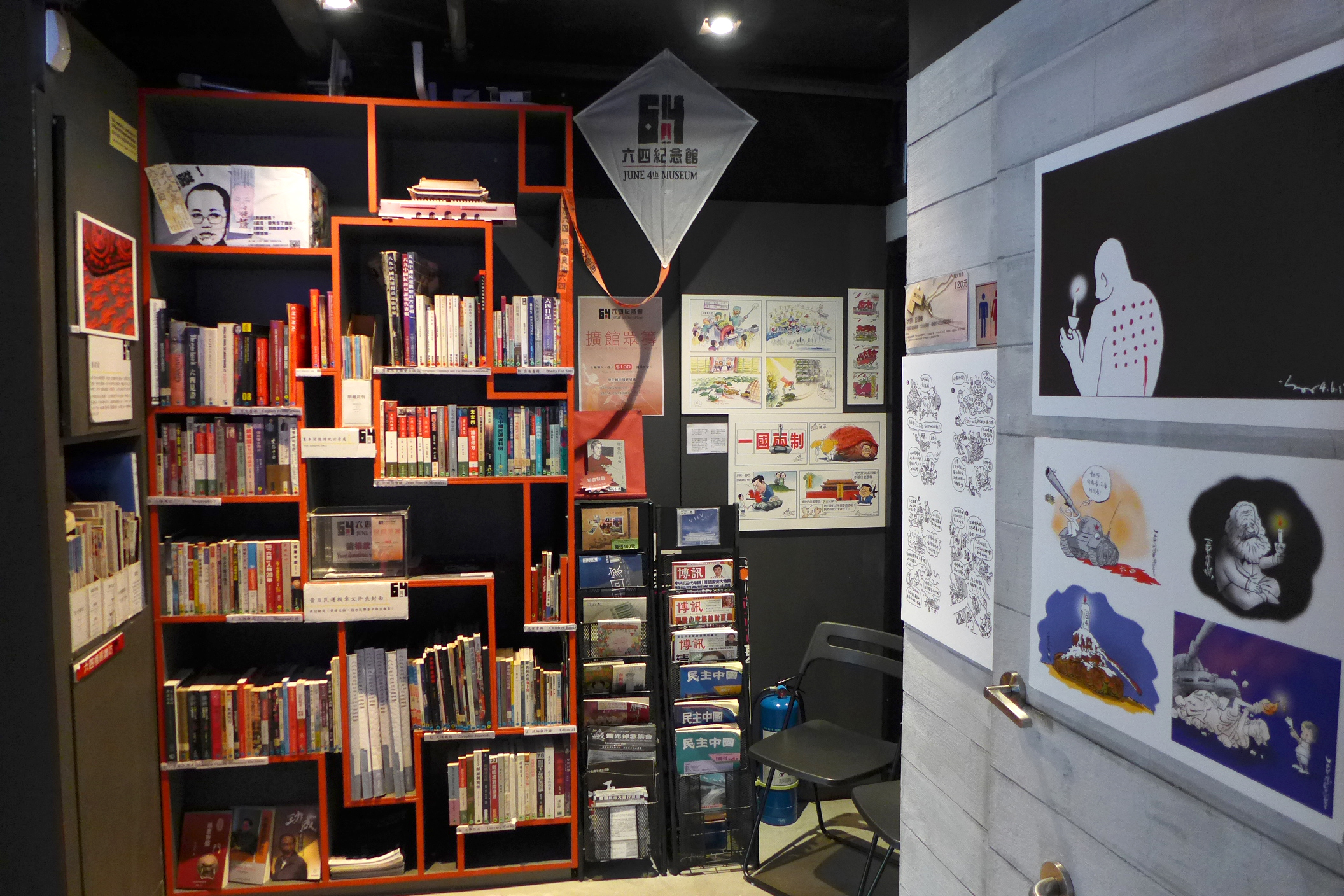
尖沙咀六四紀念館圖書閣
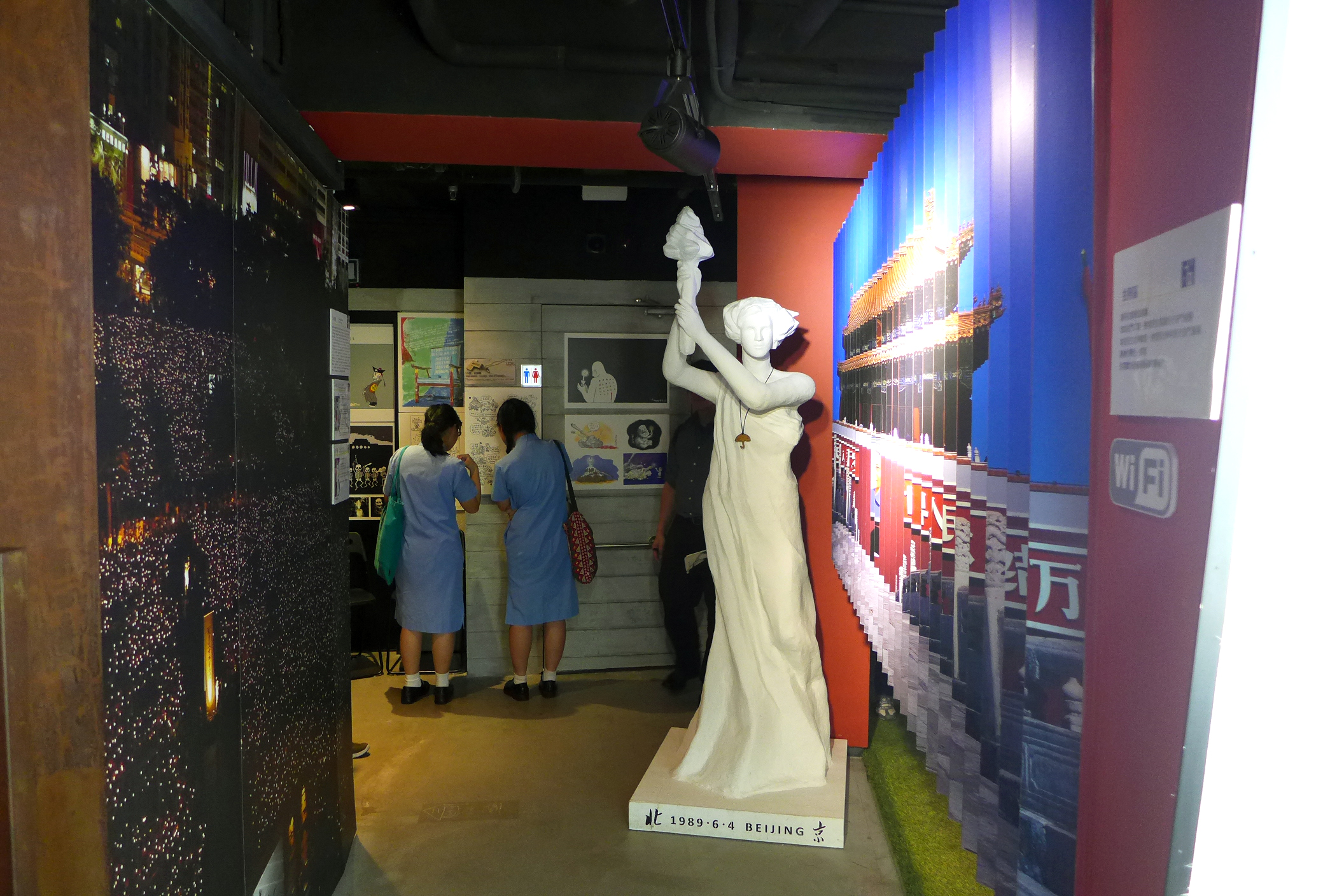
尖沙咀六四紀念館拍照區
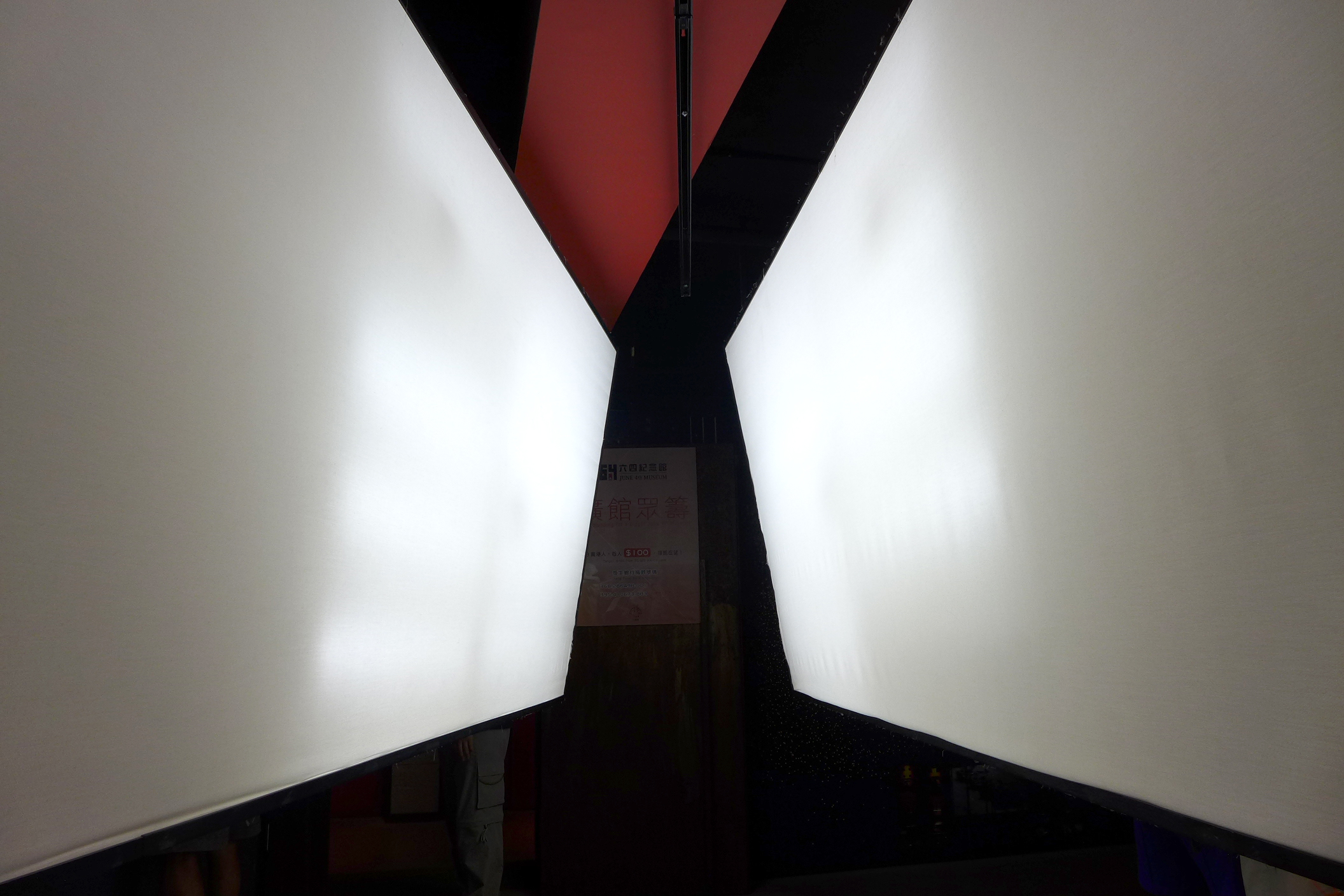
尖沙咀六四紀念館窄道

### 臨時展館
- 在賽馬會創意藝術中心二樓社區文化發展中心開設，展期包括：
  - 2017年4月30日至6月15日
  - 2018年4月20日至6月10日

### 重置紀念館
2018年12月9日舉行的支聯會第三十屆周年大會上，一致通過購入新館址。由於香港基督徒學會打算物色新會址，遂考慮將該會原擁有位於旺角道11至13號藝旺商業大廈10樓的自置物業出售予支聯會。支聯會會將物業重新裝修為辦公室及紀念館作展覽用途。
新館原定2019年4月26日重開，惟在4月7日工作人員發現新館被人潛入毀壞，鐵閘被打開，多個電掣和電箱被人用鹽水弄濕，亦引致冷氣機電路板燒毀，其他物品如紙皮箱、電腦椅亦被人以尖銳物割破。大廈的閉路電視錄像未能正常運作致無法得悉破壞者的人數和犯案情況。警方將案件列作刑事毀壞調查。4月26日當天，新館如期重開，展品包括已故民運人士張健在6年前捐出的子彈彈頭和由兩名天安門母親捐出的六四遇難者遺物。
2020年5月20日紀念館展開新主題，展覽以1989年中國民主運動與2019年香港反修例運動，兩者相近遭遇比較。
2021年5月30日紀念館重新開放，展覽重建當年北京天安門的場景和多年來維園的晚會，同時可讓參觀者獻花悼念。紀念館亦新年度的主題展覽——「八九民運與香港」圖片展。支聯會常委盧偉明認為展覽內容是反映歷史的史實，不會產生法律風險。惟重開3天後，食環署指場地未有公眾娛樂場所牌照，支聯會決定暫時關閉「六四紀念館」，直至另行通知。支聯會秘書蔡耀昌相信「可能有政治原因」。
2021年8月4日，香港支聯會表示，六四博物馆将以“8964博物馆”（六四記憶·人權博物館）的名称以网络遠距形式重新开放。但截止2021年9月底，香港市民無法訪問該線上博物館，必須翻牆才能瀏覽。

## 关闭

### 警方國安處人員搜查

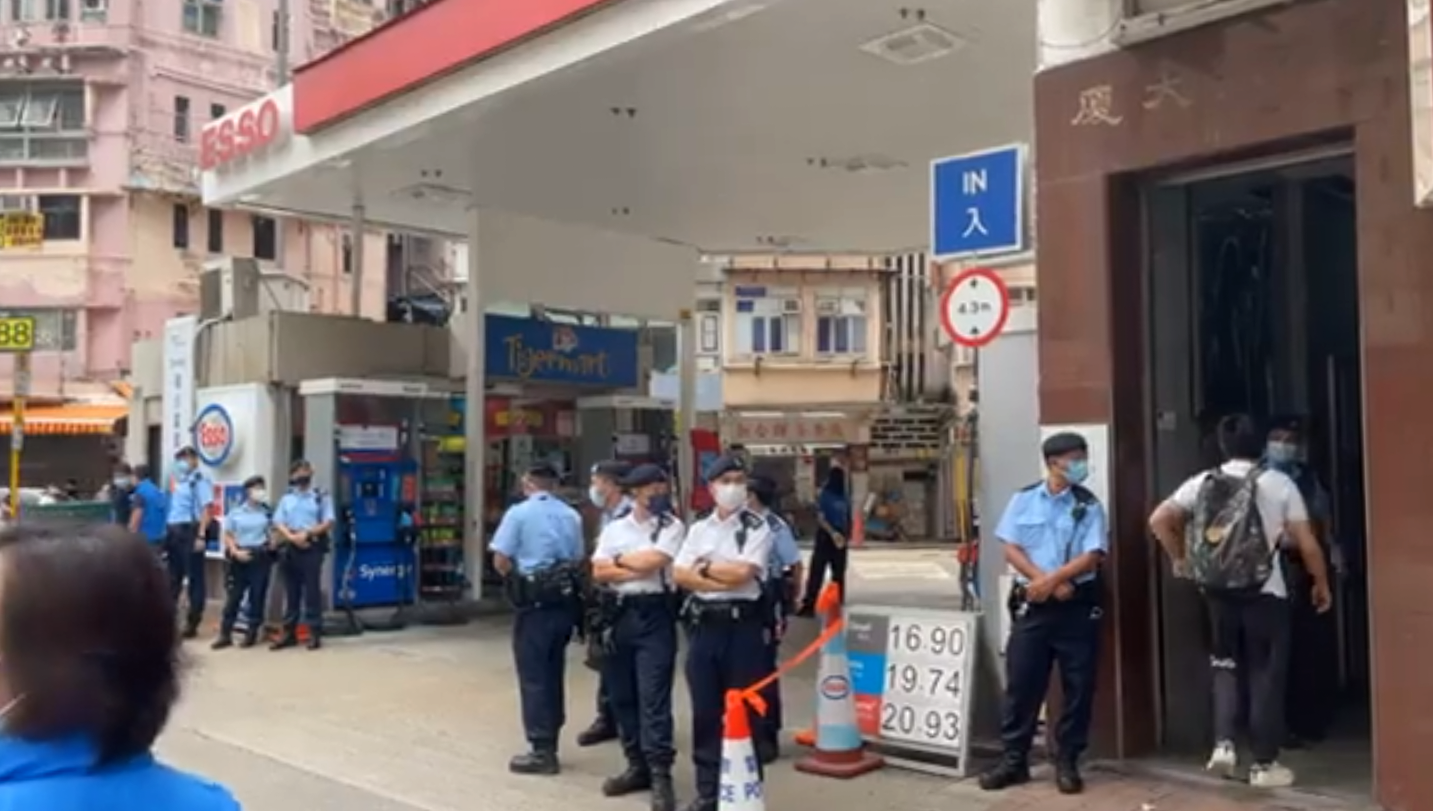
2021年9月9日，大批警員在位於旺角道、六四紀念館所在的大廈地下駐守，並拉起封鎖線。

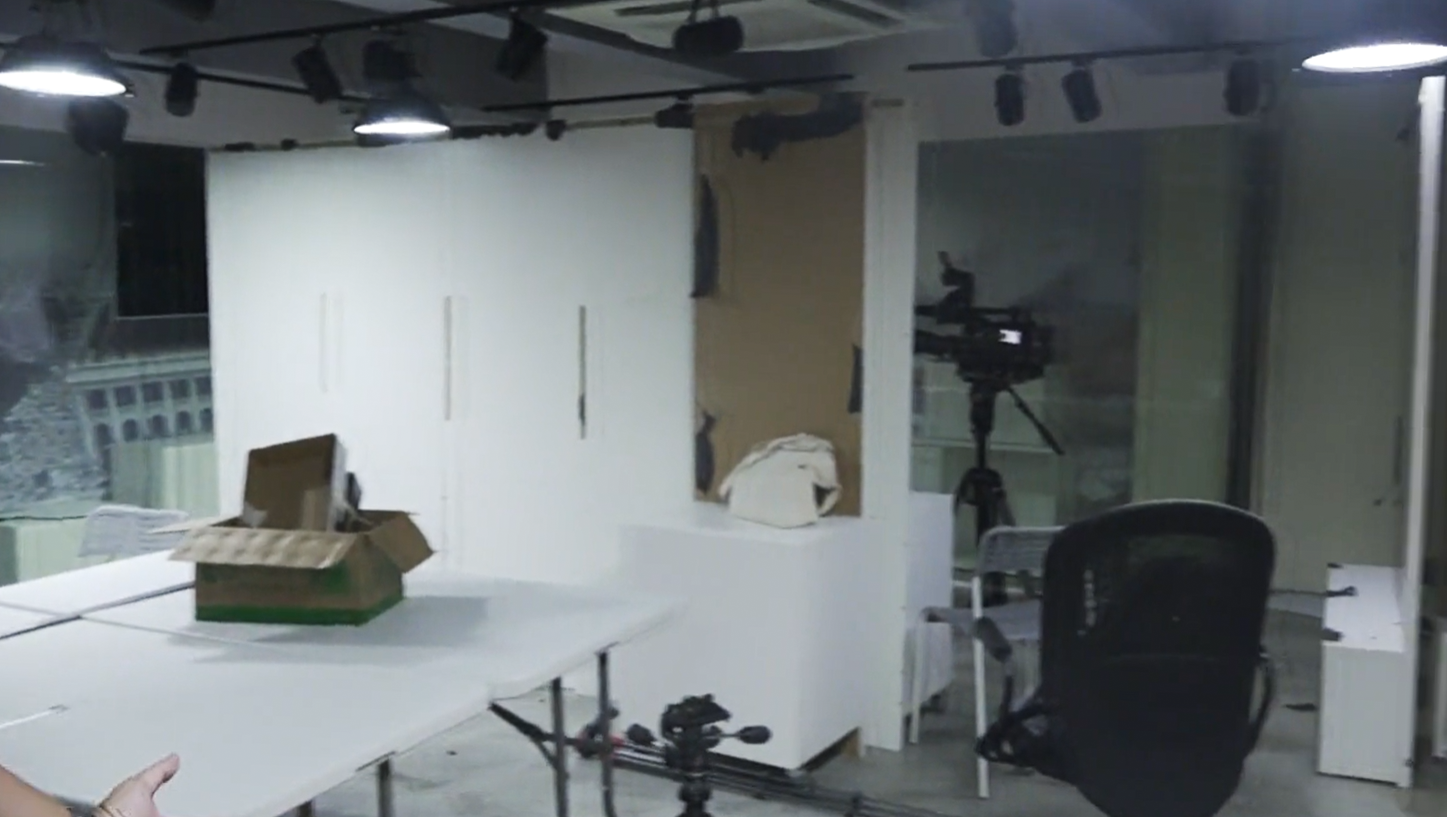
六四紀念館解封後，絕大部分的展品和書籍被帶走

2021年9月9日，警方國安處人員到六四紀念館搜查涉嫌違反港區國安法的證據。大批警員在位於旺角道、六四紀念館所在的大廈地下駐守，並拉起封鎖線。其中一名被捕的常委梁錦威，曾被押到現場協助調查。警方下午2時許從六四紀念館帶走一批展覽資料和展板等，部分印有六四晚會的圖片，及畫有司徒華等政治人物的卡通紙板。支聯會前常委蔡耀昌到六四紀念館所在大廈地下了解情況，強調自己早前已辭去常委職務，不能代表支聯會，知道警方到紀念館蒐證，個人關注情況，因此到場了解。蔡耀昌認為，館內有歷史性資料，看不到有違法情況，但警方到六四紀念館檢走大量展覽資料及物品，警方應該向支聯會及市民作交代解釋，包括目的、是否有足夠法律依據、是否合理及必須的安排，指警方對外公布的訊息好少。蔡耀昌其後上樓到紀念館外視察，發現大閘外裝上新鎖，門外的閉路電視被拆下放在閘旁，閉路電視系統亦被破壞。閘上貼了寫有「聯絡旺角警署及電話號碼」的紙條。蔡耀昌相信，如果再要進入館內，需要先跟警方聯絡。警方傍晚帶其中一名被捕的常委鄧岳君到葵涌大連排道一個工業大廈搜證。
2021年9月21日，支聯會公司秘書蔡耀昌與警方交涉後，獲得許可重新進入單位。不過館內多項設施被破壞，絕大部分的展品和書籍被帶走。蔡耀昌形容警方「搬得走都搬曬」，對此感無奈，並表示難以像以往放。他亦正諮詢法律意見，考慮是否向警方索償。

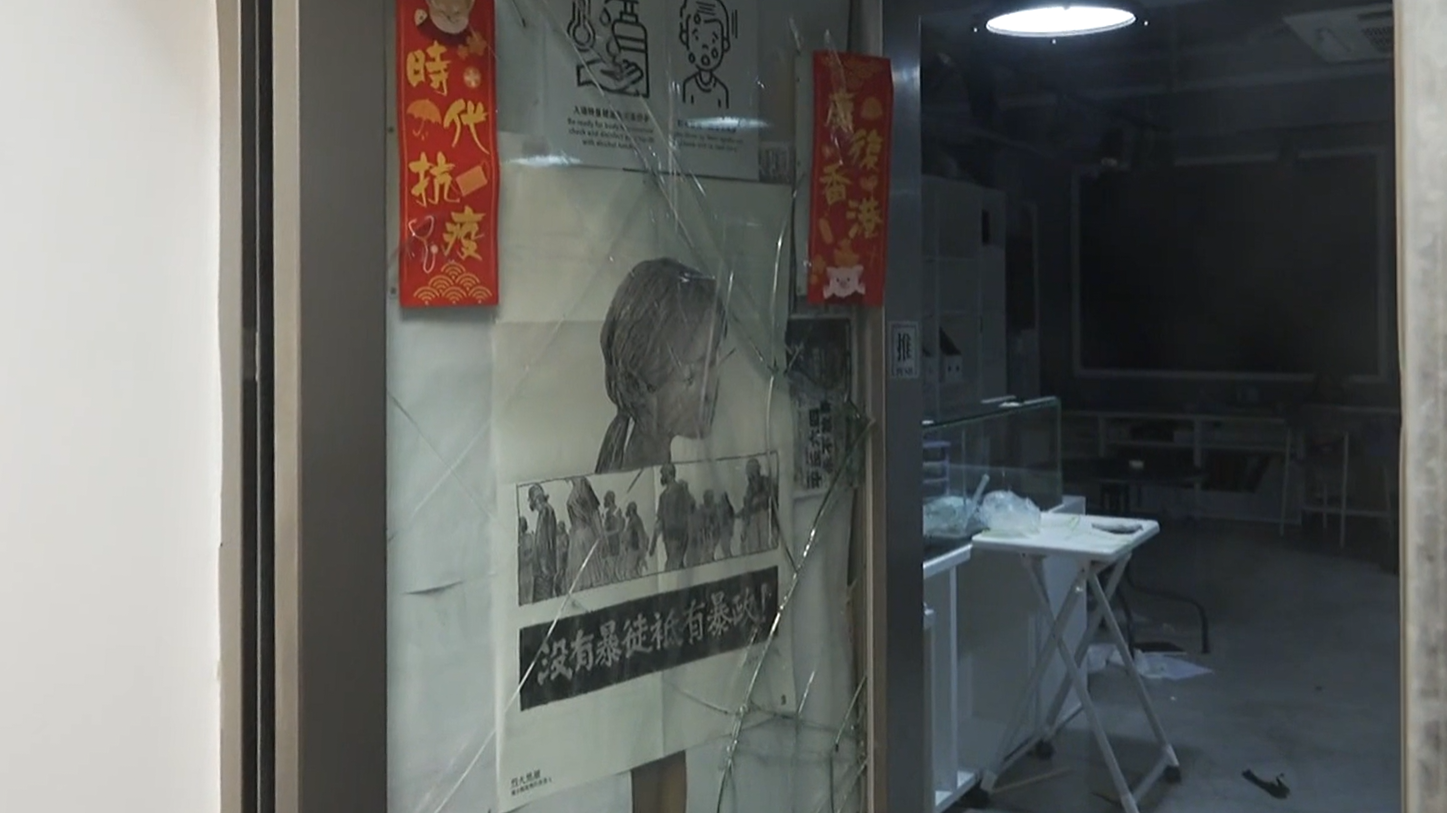
大門玻璃碎裂
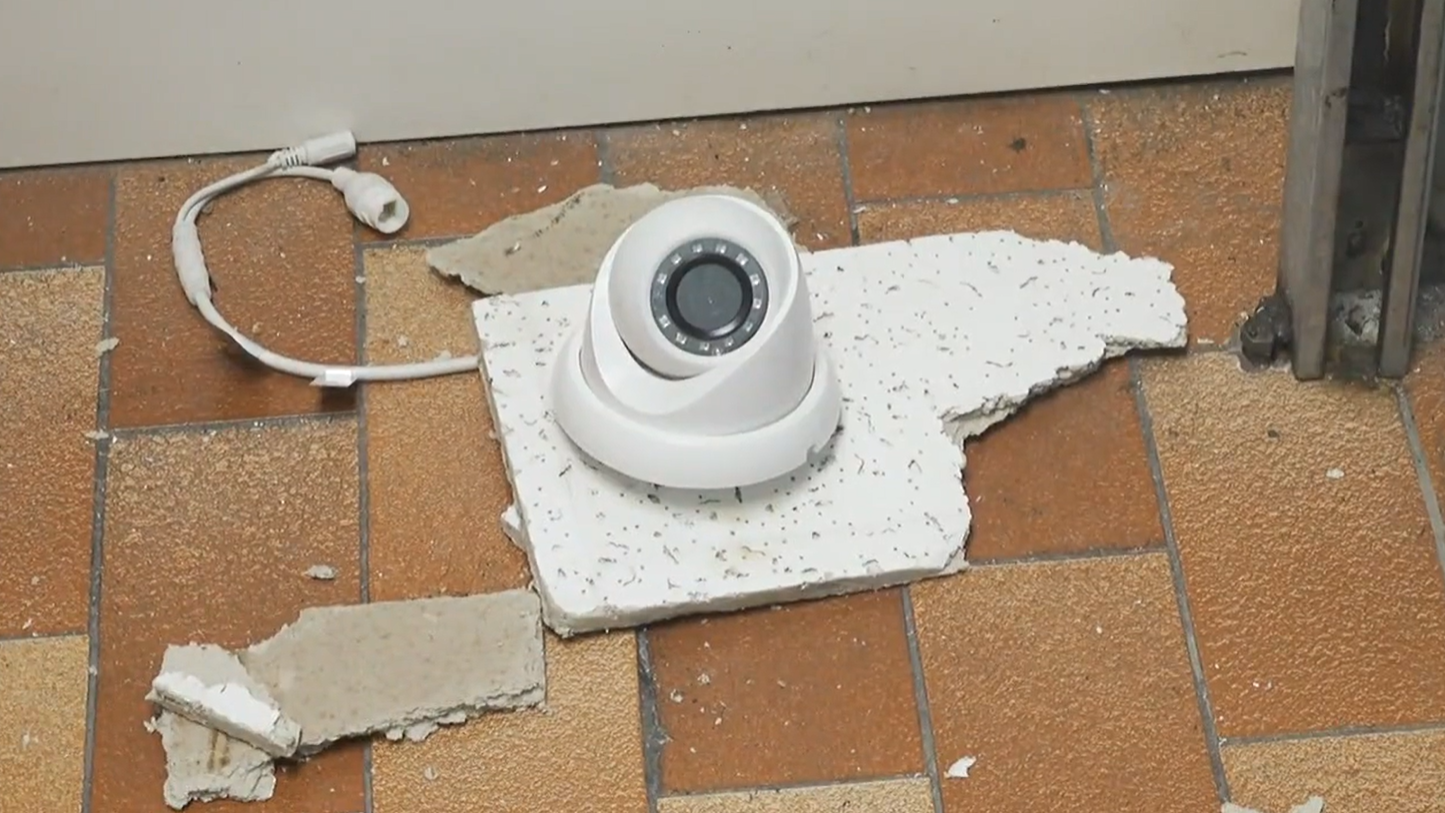
入口的閉路電視被扯下
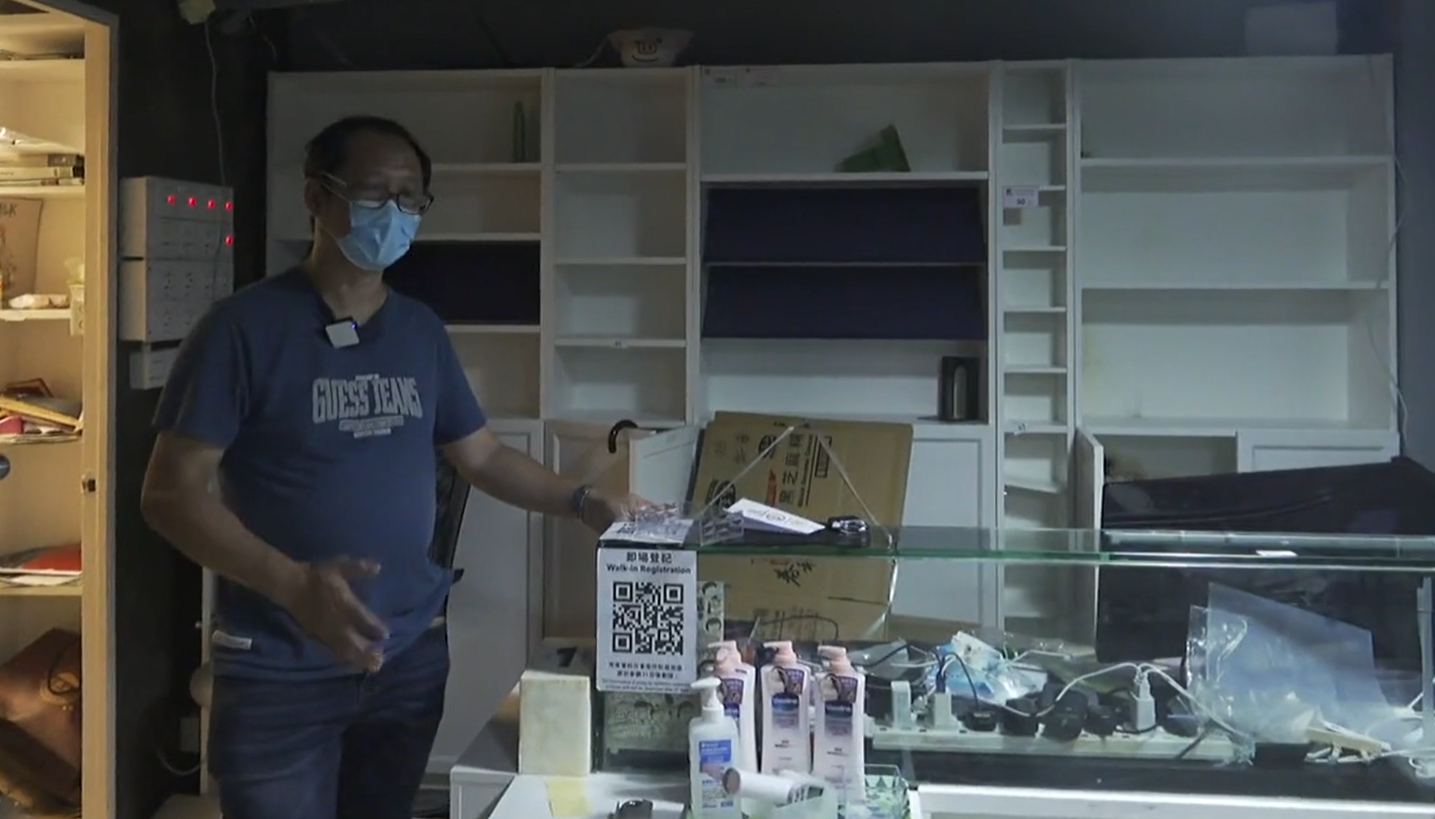
接待處櫃台後的文件櫃被清空
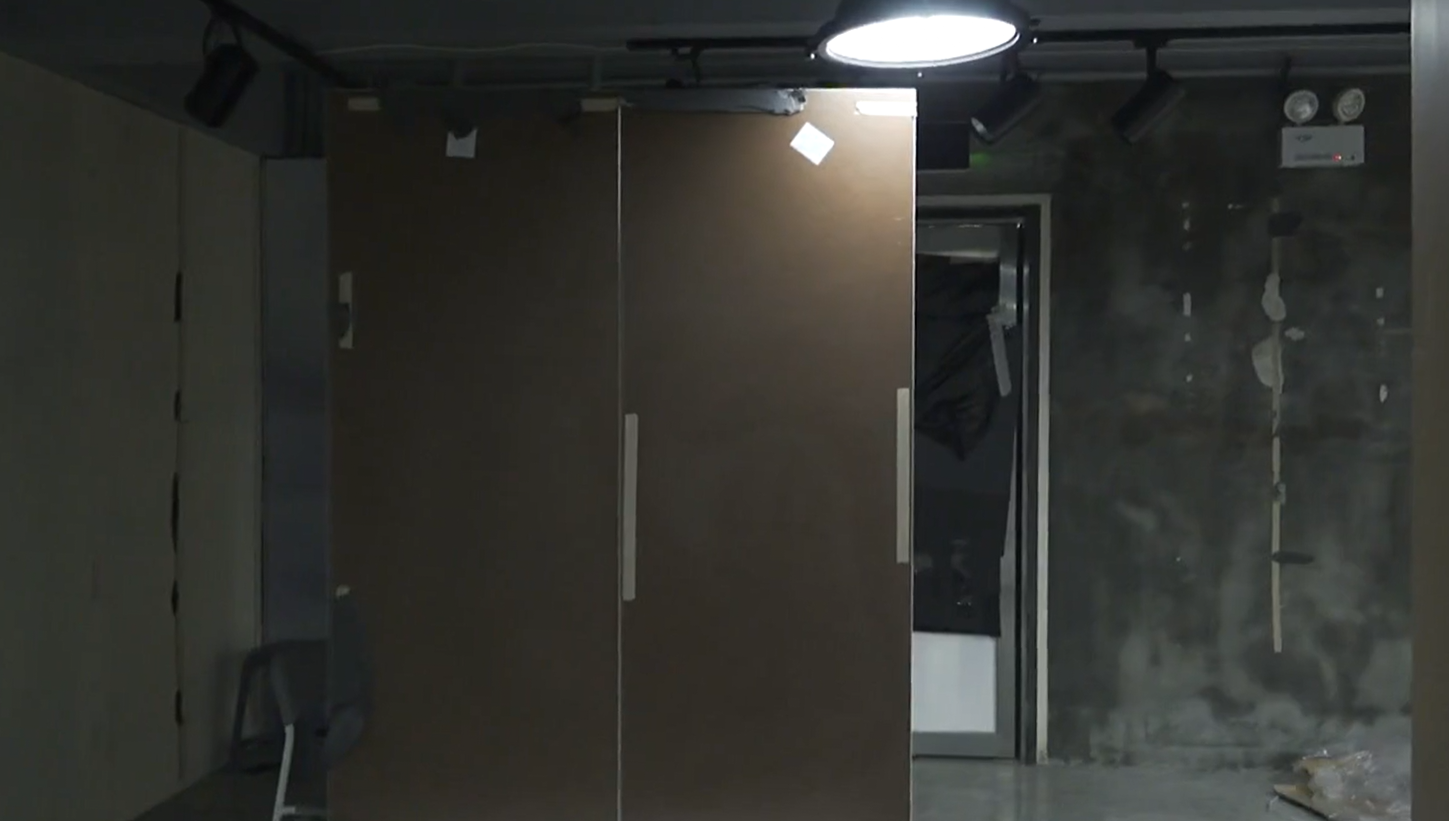
紀錄著六四事件時序地方的展板被拆去

### 六四紀念館物業被當局凍結
2021年9月29日，警方國安處人員早上約支聯會清盤人蔡耀昌到「六四紀念館」轉交通知書。通知書提到因應支聯會被起訴涉嫌觸犯煽動顛覆國家政權罪，保安局局長根據國安法，指支聯會的資產或涉及危害國家罪行，因此作出臨時凍結。蔡耀昌對封館行動感到意外，強調支聯會已進入清盤程序，當局做法不合理，政府的做法很影響支聯會處理清盤的工作，看不到保安局凍結決定的理由。蔡耀昌估計，被凍結的「六四紀念館」物業市值約800多萬元。